# LSVD+ – Verband Queere Vielfalt
Der LSVD+ – Verband Queere Vielfalt e. V. (kurz LSVD+; bis März 2024 Lesben- und Schwulenverband in Deutschland e. V., kurz LSVD) ist die größte Bürgerrechts- und Selbsthilfe-Organisation der queeren Gemeinschaft in Deutschland. Der eingetragene Verein hat über 4400 Einzelmitglieder und 100 Mitgliedsorganisationen. Sein Sitz und die Pressestelle ist in Berlin, die Geschäftsstelle in Köln. Der Verband setzt sich für Vielfalt ein. Er ist international und auf Bundesebene aktiv sowie in allen Bundesländern vertreten, teils als gemeinsamer Landesverband für zwei benachbarte Bundesländer. Außerdem ist der Verein als Nichtregierungsorganisation mit offiziellem Beraterstatus bei den Vereinten Nationen anerkannt.

## Ziele

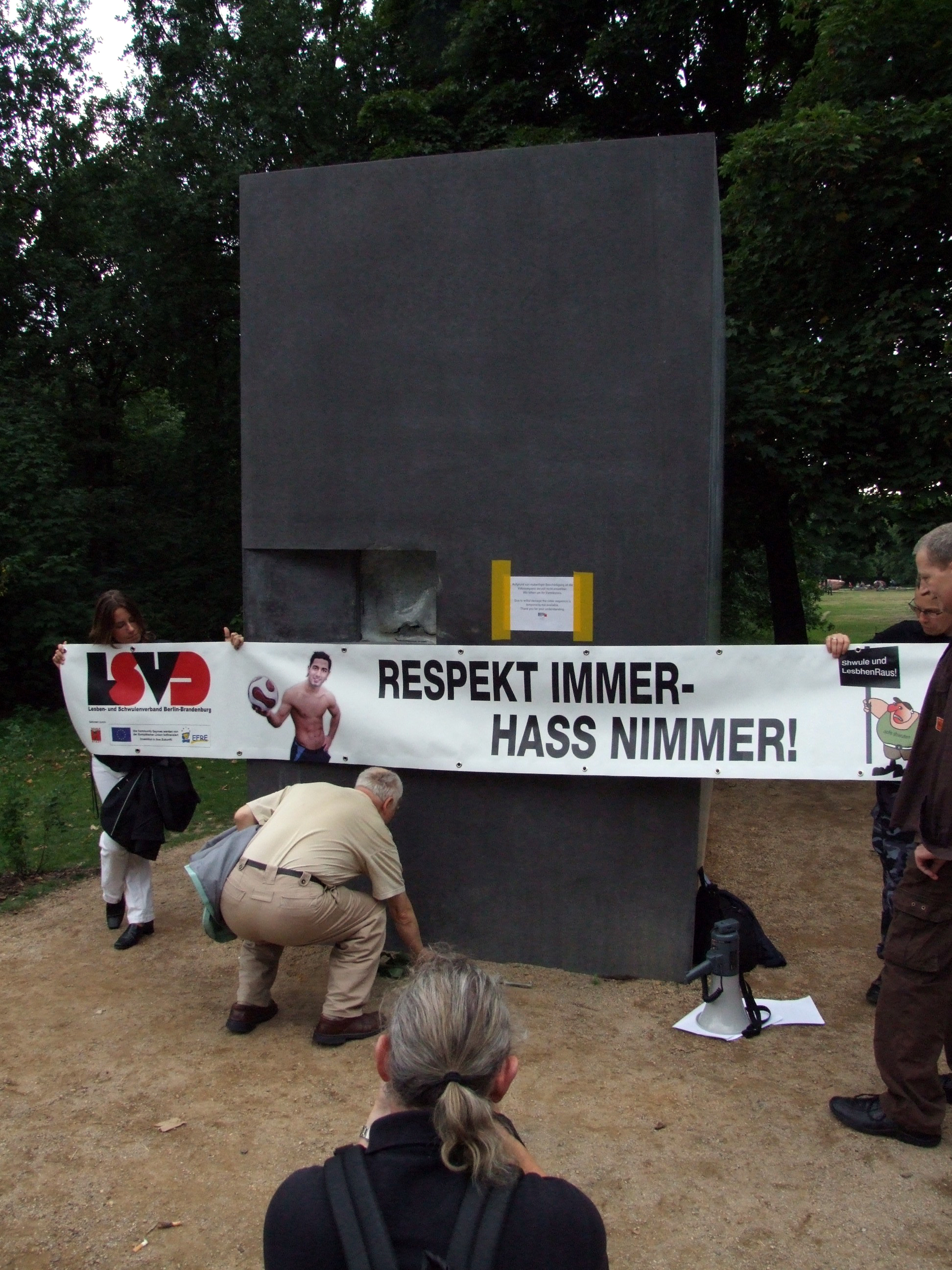
Protestkundgebung gegen den Anschlag auf das Denkmal für die im Nationalsozialismus verfolgten Homosexuellen

Wichtige Verbandsthemen sind – nach dem Erreichen der Ehe für alle und dem gemeinschaftlichen Adoptionsrecht für verheiratete homosexuelle Paare – die rechtliche und gesellschaftliche Anerkennung von Regenbogenfamilien (inklusive Erlaubnis der nichtkommerziellen Leihmutterschaft:S. 4 und der Erlaubnis der nichtkommerziellen Eizellspende:S. 9), ein nachhaltiger und effektiver Nationaler Aktionsplan gegen Homophobie und Transphobie, eine umfassende Respektarbeit für ein gesellschaftliches Miteinander und alltägliche Akzeptanz, die Aufnahme von LSBTI-Themen (Lesben, Schwule, Bisexuelle, Trans* und Inter*) in die Bildungs- und Lehrpläne der Bundesländer, einen umfassenden rechtlichen Diskriminierungsschutz und die Ergänzung von Art. 3 GG um das Merkmal der sexuellen Orientierung und geschlechtlichen Identität, eine LSBTI-inklusive Flüchtlings- und Integrationspolitik, eine geschlechter- und diversitätsgerechte Gesundheitsversorgung, eine menschenrechtsbasierte Gesetzgebung für die Anerkennung der Geschlechtsidentität (Transsexuellengesetzes) sowie dem Grundrecht intergeschlechtlicher Menschen auf körperliche Unversehrtheit und rechtliche Anerkennung Geltung zu verschaffen.
Darüber hinaus engagiert sich der LSVD+ in den Bereichen Antidiskriminierungspolitik in der Europäischen Union sowie eine Außen- und Entwicklungspolitik, die die Achtung der Menschenrechte von LSBTI auf EU-Ebene und weltweit voranbringt.
Wichtige Verbandsthemen in der Vergangenheit waren ein bundesweites Antidiskriminierungsgesetz, die Errichtung der Bundesstiftung Magnus Hirschfeld, das Denkmal für die im Nationalsozialismus verfolgten Homosexuellen in Berlin, die Einführung eines Lebenspartnerschaftsinstitutes und dessen beamten- und steuerrechtliche Gleichbehandlung, die Rehabilitierung der nach Paragraph 175 verurteilten Männer, und die Ehe für alle. Diese Ziele wurden erreicht. Des Weiteren forderte der LSVD+ die Rehabilitierung der nach Paragraph 175 verurteilten Männer, die im Sommer 2017 im Bundestag umgesetzt wurde.

## Geschichte

### Schwulenverband in Deutschland (SVD) – von 1990 bis 1999

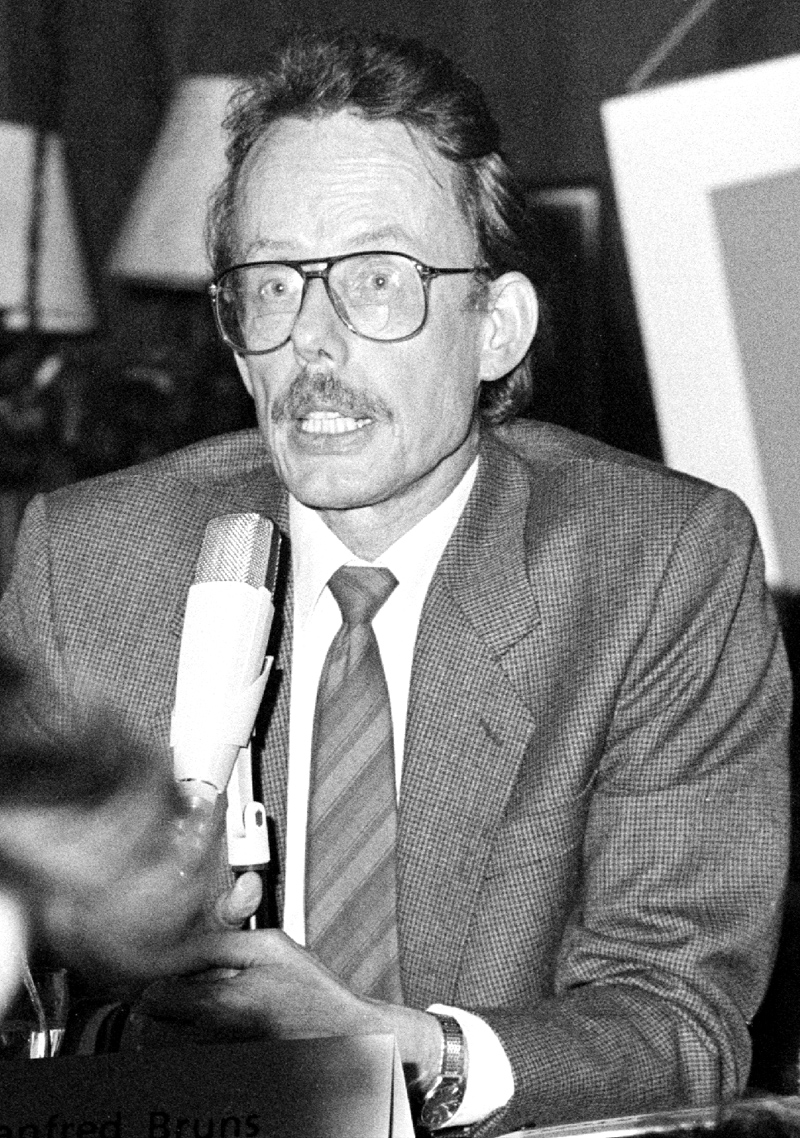
Manfred Bruns, Bundesanwalt am Bundesgerichtshof a. D., langjähriger LSVD-Sprecher (1986)

Der Verband wurde am 18. Februar 1990 von ostdeutschen schwulen Bürgerrechtlern wie Eduard Stapel in Leipzig als Schwulenverband in der DDR (SVD) gegründet. Er verstand sich als Teil der Bürgerrechtsbewegung in der DDR. Mit dem Anspruch, künftig bundesweit aktiv zu werden, nannte sich der SVD auf seinem ersten Verbandstag am 23. Juni 1990 in Magdeburg in Schwulenverband in Deutschland um. Der Bundessprecherrat hatte gezielt Volker Beck, Günter Dworek und Manfred Bruns angeworben, die zuvor führend im westdeutschen Bundesverband Homosexualität (BVH) aktiv gewesen waren, um eine Ausdehnung auf Gesamtdeutschland zu erreichen. Manfred Bruns, Frank Hoyer und Michael Schneidewind wurden die ersten Westbeauftragten des Verbands.
Für einen Teil der Anhänger des BVH war das Angebot interessant, da sich in ihrem Verband um die Forderung nach Öffnung der Ehe für Lesben und Schwulen kein gemeinsamer Standpunkt hatte finden lassen. Mit der Aktion Standesamt am 19. August 1992 propagierte der SVD die Forderung nach Öffnung der Ehe für lesbische und schwule Paare in den Massenmedien und stellte den BVH, der eine alternative Lebensformenpolitik propagierte, zunehmend ins Abseits. 1997 löste sich der BVH schließlich auf.
Im Dezember 1998 veröffentlichte eine Initiative von mehreren Lesben, unter anderem Halina Bendkowski und Ida Schillen, einen „Aufruf an alle Lesben, die sich eine wirkungsvolle Politik für unsere Rechte auf Bundesebene wünschen“. Die Unterzeichnerinnen fordern dazu auf, den SVD in einen Lesben- und Schwulenverband umzuwandeln. Im März 1999 beschloss der 11. Verbandstag in Köln mit großer Mehrheit die Erweiterung des SVD zum Lesben- und Schwulenverband in Deutschland. Damit ergab sich eine Konkurrenzsituation zum Lesbenring, der die Ausweitung der Ehe auf Lesben und Schwule für unvereinbar mit seinem Verständnis von Feminismus hielt. Programm und Satzung wurden ergänzt, die zentralen Begriffe des Programms, Emanzipation, Partizipation und Integration blieben erhalten.

### Lesben- und Schwulenverband in Deutschland (LSVD) – von 1999 bis 2024
Auf dem Weg zum damals geplanten Lebenspartnerschaftsgesetz wurde der LSVD bei den entscheidenden Anhörungen des Bundestags und bei der Verhandlung des Bundesverfassungsgerichts angehört. Mit der von vielen Prominenten unterstützten Aktion Ja-Wort warb er in der Bevölkerung für eine Unterstützung der ersten gesetzgeberischen Schritte zur Eingetragenen Lebenspartnerschaft.
Das LSVD-Regenbogenfamilienprojekt setzt sich seit 2002 bundesweit für die Verbesserung der persönlichen, gesellschaftlichen und rechtlichen Situation von Regenbogenfamilien ein.
Am 28. Februar 2005 begann der Verband mit der Aktion EinszuEins, auch Aktion 1:1, die über bestehende Benachteiligungen von gleichgeschlechtlichen Lebenspartnerschaften gegenüber der heterosexuellen Ehe wie z. B. die Unterschiede im Steuerrecht informierte. Der LSVD forderte die völlige Gleichberechtigung der Lebenspartnerschaften mit Ehepaaren. Die dazu ins Leben gerufene Aktion stand unter dem Leitsatz „Gleiche Pflichten, gleiche Rechte. Nur das ist fair!“ Dafür konnte der LSVD zahlreiche Politiker und Prominente gewinnen. Die Aktion wurde von verschiedenen Homosexuellen-Organisationen sowie der Gewerkschaft Ver.di unterstützt.

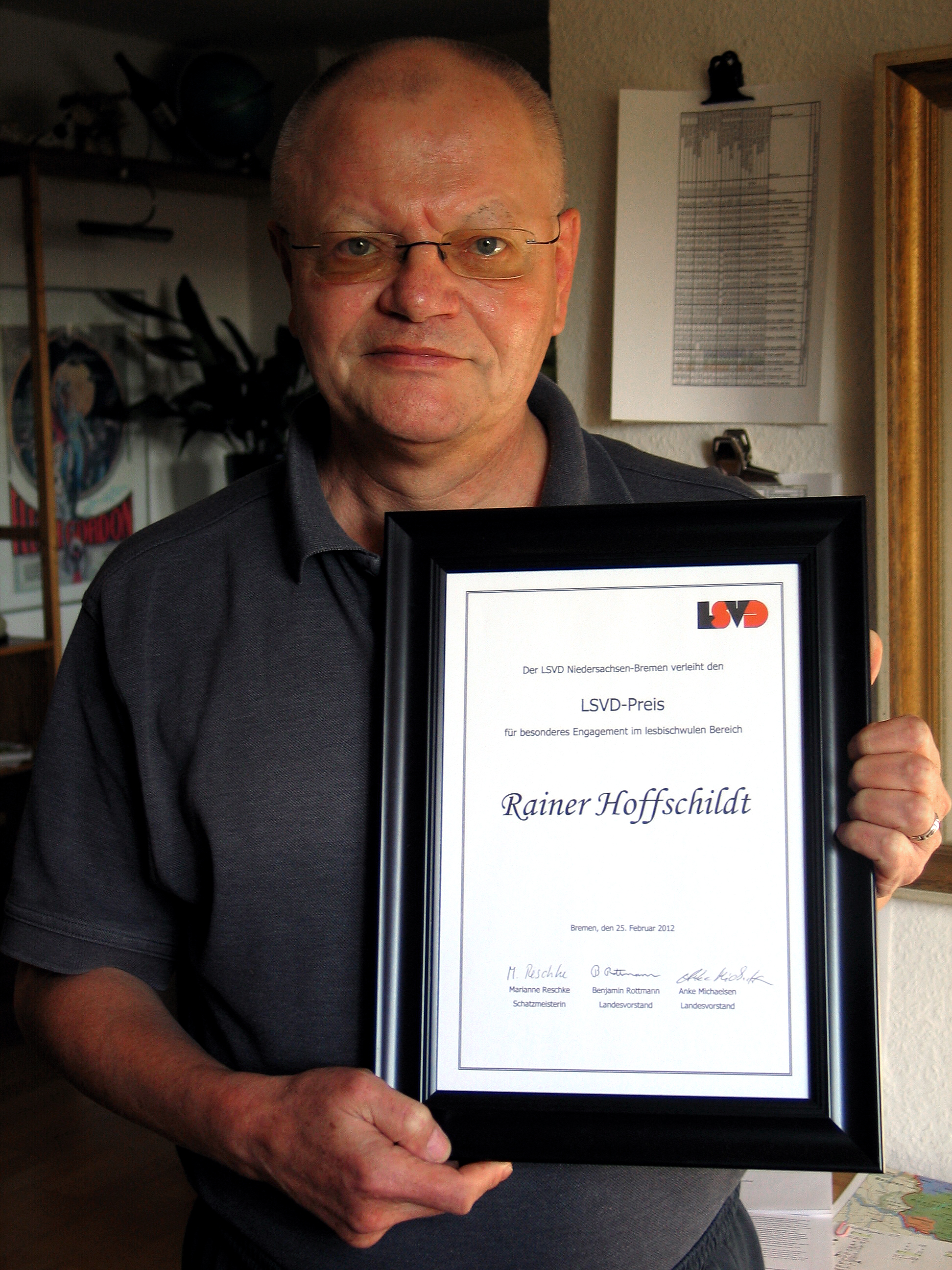
Ausgezeichnet: Rainer Hoffschildt mit dem LSVD-Preis von 2012 des LSVD Niedersachsen-Bremen „für besonderes Engagement im lesbischwulen Bereich“

Der LSVD hatte den Bundestagsbeschluss zur Errichtung eines Gedenkortes der Bundesrepublik Deutschland für die verfolgten Homosexuellen angestoßen. Er war auch in den entscheidenden Vorbereitungsgremien zur Umsetzung des Beschlusses beteiligt.
Seit dem 11. Dezember 2006 ist der LSVD als Nichtregierungsorganisation mit offiziellem Beraterstatus bei den Vereinten Nationen anerkannt.
Das Projekt „Homosexualität und Migrationsfamilien“ wurde von 2008 bis 2010 durchgeführt. Im Rahmen des Projekts erschien die LSVD-Studie „Doppelt diskriminiert oder gut integriert? Lebenssituation von Lesben und Schwulen mit Migrationshintergrund“.
Ebenfalls 2008 wurde das Denkmal für die im Nationalsozialismus verfolgten Homosexuellen der Öffentlichkeit übergeben. Im ersten Jahr seiner Existenz wurde das Denkmal dreimal Ziel von Anschlägen. In allen Fällen richtete sich die Gewalt gegen das Sichtfenster, durch das die Besucher auf ein sich küssendes Männerpaar sehen können. Der LSVD veranstaltete Mahnwachen und Protestkundgebungen.
Zusammen mit vielen Bündnispartnern gelang es mit der Aktion „Keine halben Sachen!“, Lebenspartnerschaften bei der Erbschaftsteuerreform der Großen Koalition weitgehend mit Ehepaaren gleichzustellen. Das Gesetz zur Erbschaftsteuerreform trat zum 1. Januar 2009 in Kraft und brachte eingetragenen Lebenspartnerschaften gleiche Freibeträge.
Zum 60. Jahrestag des Grundgesetzes 2009 intensivierte der LSVD die 3+ Kampagne Artikeldrei für eine Ergänzung des Diskriminierungsverbotes in der Verfassung u. a. durch eine Kundgebung vor dem Brandenburger Tor.
2010 rief der LSVD Hamburg am Internationalen Tag gegen Homophobie zum ersten Rainbowflash in Deutschland auf. 700 Menschen setzten auf dem Rathausmarkt ein Zeichen für Menschenrechte und gegen Homophobie
Von 2011 bis 2014 führte der LSVD das Projekt „Homosexualität und Familie. Eine Herausforderung für familienbezogenes Fachpersonal“ durch.
15.000 Menschen demonstrierten am 22. September 2011 in Berlin gegen die Geschlechter- und Sexualpolitik von Papst Benedikt XVI. anlässlich seiner Rede im Deutschen Bundestag. Über 70 Organisationen hatten sich dafür zu einem Bündnis zusammengeschlossen. Angestoßen und koordiniert wurde es vom LSVD Berlin-Brandenburg mit Unterstützung des LSVD-Bundesverbandes.
2011 nahm der saarländische Landtag nach langjährigen Bemühungen des LSVD Saar den Begriff der „sexuellen Identität“ in das Gleichbehandlungsgebot in die Landesverfassung auf. Das Saarland war damit das fünfte Bundesland, das eine solche Antidiskriminierungsklausel in der Landesverfassung verankert. Im gleichen Jahr übergab der LSVD 50.000 Unterschriften für die Forderung nach Ergänzung von Artikel 3 im Grundgesetz an das Bundesjustizministerium. Außerdem veranstaltete der LSVD die Konferenz „10 Jahre Lebenspartnerschaft – Reif für die Ehe“. Damit wurde die Forderung nach Eheöffnung für gleichgeschlechtliche Paare stärker in den Vordergrund gerückt.
Die Hirschfeld-Eddy-Stiftung veröffentlichte 2011 Band 2 ihrer Schriftenreihe „Yogyakarta Plus: Menschenrechte für LGBTI in der internationalen Praxis“.
Für sein Engagement gegen Diskriminierung erhielt LSVD-Bundesvorstand Manfred Bruns den Preis der Antidiskriminierungsstelle des Bundes. Die Laudatio beim Festakt am 19. September 2012 hielt Bundesjustizministerin Sabine Leutheusser-Schnarrenberger. Die Hirschfeld-Eddy-Stiftung überreichte die Festschrift „Vom Verbot zur Gleichberechtigung“ für Manfred Bruns über die Rechtsentwicklung in Bezug auf Lesben, Schwule und Transgender in Deutschland.
Der LSVD erstattete Strafanzeige wegen Volksverhetzung gegen die Betreiber von kreuz.net. Auf der Internetseite wurde der verstorbene Schauspieler Dirk Bach tagelang beschimpft. Anfang Dezember 2012 verschwand die Webseite aus dem Netz.
Seit 2013 lief mit „Masakhane“ das größte jemals vom Bundesministerium für Entwicklung geförderte Projekt im Bereich LSBTI-Menschenrechte. Es wurde vom LSVD initiiert und noch bis Ende 2017 gemeinsam mit filia.die frauenstiftung und der Coalition of African Lesbians (CAL) umgesetzt.
Als erstes Verfassungsorgan votierte der Bundesrat am 22. März 2013 für die Öffnung der Ehe. Am Tag der Abstimmung demonstrierte der LSVD vor dem Bundesrat seine Unterstützung.
Im Februar 2013 erklärte das Bundesverfassungsgericht das für Eingetragene Lebenspartnerschaften geltende Verbot der Co-Adoption eines adoptierten Kindes (Sukzessivadoption) für verfassungswidrig. Bei der gesetzlichen Umsetzung der Gleichstellung verweigerte die Große Koalition allerdings auch die Gleichstellung beim gemeinschaftlichen Adoptionsrecht. Dagegen protestierte der LSVD im Mai 2014 mit der Aktion „Grundgesetz statt Bauchgefühl“ vor dem Bundeskanzleramt in Berlin.
Anlässlich der olympischen Winterspiele in Sotschi 2014 stand mit der Aktion Freundschaftskuss die Menschenrechtslage in Russland im Fokus der LSVD-Arbeit.
Seit 2015 führte der LSVD mit Unterstützung durch das Bundesfamilienministerium das Modellprojekt „Beratungskompetenz zu Regenbogenfamilien“ durch. Im gleichen Jahr organisierte er zusammen mit der Amadeu Antonio Stiftung in Berlin den Kongress „Respekt statt Ressentiment. Strategien gegen die neue Welle von Homo- und Transphobie“. Die Kampagne des LSVD für einen LSBTI-Sitz im ZDF-Fernsehrat war 2015 ebenfalls erfolgreich.
Ab 2015 wurde die Flüchtlings- und Integrationspolitik verstärkt ein Thema für den LSVD. Die Verfolgung aufgrund der sexuellen Orientierung und Geschlechtsidentität ist ein anerkannter Asyl- und Fluchtgrund. Der LSVD bietet Rechtsberatung an und erstellt einen Ratgeber an. Zusammen mit dem Arbeiter-Samariter-Bund und dem Paritätischen Wohlfahrtsverband gab er die Broschüren „Handreichung für die Betreuung und Unterstützung von LSBTTI*-Flüchtlingen“ und „Gleichberechtigung von Menschen unterschiedlichen Geschlechts bzw. verschiedener sexueller Identität“ heraus.
2016 beteiligte der LSVD sich als Mitglied der CEDAW-Allianz an deren gemeinsamen Alternativbericht zum kombinierten 7. und 8. Staatenbericht der Bundesregierung zum UN-Übereinkommen zur Beseitigung jeder Form von Diskriminierung der Frau (CEDAW).
Nachdem der LSVD die Pläne der Bundesregierung, die drei Maghreb-Staaten Marokko, Algerien und Tunesien als sogenannte sichere Herkunftsstaaten einzustufen, scharf kritisiert hatte, scheiterte das Unterfangen an dem Widerstand einiger Landesregierungen im Bundesrat.
Im Mai 2017 startete der LSVD zusammen mit der Türkischen Gemeinde und dem Liberal-Islamischen Bund die Postkartenkampagne „Du + Ich = Wir“ mit der gemeinsam wird für eine offene und diskriminierungsfreie Gesellschaft geworben wurde. Für die Bundestagswahl 2017 stellte der LSVD unter dem Motto „Blockaden brechen – Respekt wählen! Gemeinsam für Freiheit und gleiche Rechte“ sieben Forderungen auf.
Im Juli 2017 verabschiedete der Bundestag das lange vom LSVD geforderte Gesetz zur strafrechtlichen Rehabilitierung der nach dem 8. Mai 1945 wegen einvernehmlicher homosexueller Handlungen verurteilten Personen, das die gegen schwule und bisexuelle Männer gesprochenen Urteile nach § 175 Strafgesetzbuch aufhob und Entschädigungszahlungen an die Opfer des Paragraphen ermöglichte.
Im Juli 2017 verabschiedete der Bundestag die Ehe für alle und das gemeinschaftliche Adoptionsrecht für verheiratete homosexuelle Paare, worauf der LSVD viele Jahre gedrungen hatte.
2017 eskalierte ein Arbeitskonflikt beim Bildungs- und Sozialwerks des Lesben- und Schwulenverbands Berlin-Brandenburg (BLSB). Die in einer Betriebsgruppe der Freie Arbeiterinnen- und Arbeiter-Union (FAU) organisierten Beschäftigten forderten u. a. die Einrichtung einer unabhängigen Beschwerdestelle für Diskriminierungsfälle und eine Überstundenregelung. Der Geschäftsführer des LSVD Berlin-Brandenburg Jörg Steinert kündigte die Arbeitsverträge der Mehrzahl der Angestellten des BLSB zum Jahresende 2017. Daraufhin kündigten weitere Mitarbeiterinnen, so dass zum Jahresanfang 2018 „mehr als zwei Drittel der Belegschaft“ den Betrieb verließen.
2018 kritisierte der LSVD den Koalitionsvertrag zwischen CDU/CSU und SPD als „enttäuschend“, LSBTI würden hierin „weitgehend ignoriert“.
Der LSVD kritisierte das von ihm lange geforderte und am 7. Mai 2020 schließlich vom Deutschen Bundestag beschlossene Gesetz zum Verbot von Konversionstherapien als „ungenügend“.
Anlässlich des 30-jährigen Jubiläums des LSVD empfing Bundespräsident Frank-Walter Steinmeier am 30. Oktober 2020 drei Mitglieder des LSVD-Bundesvorstands im Schloss Bellevue.
Anfang 2021 unterstützte der LSVD eine Strafanzeige von European Center for Constitutional and Human Rights und dem Russischen LGBT-Netzwerk Sphere Foundation gegen fünf Tatverdächtige wegen Völkerrechtsverbrechen gegen schwule und bisexuelle Männer in Tschetschenien.
Am 8. September 2021 erhielt das ehemalige und langjährige LSVD-Bundesvorstandsmitglied Hasso Müller-Kittnau den Verdienstorden der Bundesrepublik Deutschland in Würdigung seines jahrzehntelangen Engagements für die Gleichstellung und Akzeptanz von LSBTIQ.
Ende Dezember 2021 befasste sich – auf Druck des LSVD – die Innenministerkonferenz das erste Mal seit ihrem bis dahin fast 70-jährigen Bestehen mit dem Thema queerfeindliche Gewalt. Unter anderem wurde die Gründung einer Fachkommission mit vertretenden aus Wissenschaft und queerer Organisationen beschlossen.
Nachdem der LSVD über Jahre die Anwendung des sogenannten Diskretionsgebots durch das Bundesamt für Migration und Flüchtlinge (BAMF) kritisiert hatte, ließ Bundesinnenministerin Nancy Faeser zum 1. Oktober 2022 die Dienstanweisung Asyl ändern und setzte der umstrittenen Praxis ein Ende. Seither ist bei der Gefahrenprognose im Rahmen von Asylanträgen keine Verhaltensprognose mehr vorgesehen. Das BAMF muss entsprechend der neuen Anweisung immer davon ausgehen, dass die sexuelle Orientierung oder geschlechtliche Identität offen gelebt wird.
Am 1. November 2022 forderte der LSVD die Bundesregierung auf, die Fußball-Weltmeisterschaft 2022 der Herren in Katar zu boykottieren, und begründete dies mit den dortigen anhaltenden Menschenrechtsverletzungen und der andauernden Kriminalisierung und Verfolgung von queeren Personen. Bundesministerin des Innern Nancy Faeser war dem Boykottaufruf zwar nicht gefolgt, trug jedoch beim ersten deutschen Spiel die „One Love“-Kapitänsbinde, um wie sie später sagte ein Zeichen zu setzen „für Vielfalt, für Frauenrechte, für Rechte von Homosexuellen. Und gegen die Fifa, die den Spielern Strafen angedroht hatte, wenn sie diese ‚One-Love‘-Armbinde tragen“.
Der LSVD begrüßte am 18. November 2022 den Beschluss des Bundeskabinetts zur Einrichtung des im Koalitionsvertrag der Ampelregierung vereinbarten Aktionsplans Queer Leben. Der LSVD kritisierte jedoch, dass der Aktionsplan nicht hinreichend finanziell unterlegt ist, sowie das Fehlen klarer Zeit- und Arbeitspläne.
Am 27. Januar 2023 stellte der Deutsche Bundestag in der jährlich stattfindenden Gedenkveranstaltung an die Opfer des Nationalsozialismus erstmal all jene Opfer in den Mittelpunkt, die aufgrund ihrer sexuellen Orientierung oder geschlechtlichen Identität verfolgt worden waren. Nachdem der Präsident des Deutschen Bundestages, damals Wolfgang Schäuble, jahrelang eine Gedenkstunde für die queeren Opfer verhindert hat, hatte seine Nachfolgerin Bärbel Bas die vom LSVD unterstützte Initiative für eine solche Gedenkstunde aufgegriffen.
Nachdem der LSVD auf die Umsetzung der im Ampel-Koalitionsvertrag vereinbarten Einrichtung einer „besonderen Rechtsberatung für queere Verfolgte“ gedrungen hat, setzte das Bundesministerium des Innern und für Heimat diese Forderung im Rahmen der Reform der Asylverfahrensberatung (AVB) um und gab am 31. Januar 2023 den Startschuss für eine besondere AVB, die sich „insbesondere an queere sowie weitere vulnerable Schutzsuchende“ richtet.
Am 31. August 2023 kritisierte der LSVD die von der Bundesärztekammer und dem Paul-Ehrlich-Institut am gleichen Tag vorgestellte Hämotherapie-Richtlinien, da durch sie „die jahrzehntelange Diskriminierung von Sexualbeziehungen zwischen Männern weitergeführt“ werde. Der Gesetzgeber hatte im März 2023 bereits das Transfusionsgesetz geändert und die Bundesärztekammer verpflichtet, die Diskriminierung queerer Personen bei der Blutspende zu beenden.
Ende September 2023 erfolgte im Rahmen des Bundesaufnahmeprogramms Afghanistan die erste Aufnahme queerer Personen in Deutschland. Seit dem Frühjahr 2022 hatte sich LSVD gemeinsam mit anderen gesellschaftlichen Akteuren dafür eingesetzt, dass im Rahmen der im Koalitionsvertrag von 2021 vereinbarten Aufnahme bedrohter Personen aus Afghanistan auch besonders gefährdete queere Personen aufgenommen werden.
Der LSVD hat seit der Ankündigung des Vorhabens die Ampel-Bundesregierung scharf dafür kritisiert, die beiden Staaten Georgien und der Republik Moldau im Asylverfahren als sichere Herkunftsstaaten zu listen, und vielmehr eine Streichung der beiden bereits als sicher eingestuften Länder Ghana und Senegal gefordert. Trotz der Lage für queere Personen vor allem in Georgien und der damit verbundenen massiven verfassungsrechtlichen Bedenken, die der LSVD auch im Ausschuss für Inneres und Heimat des Deutschen Bundestages vorgebracht hat, hat der Deutsche Bundestag jedoch am 16. November 2023 der Einstufung von Georgien und Moldau zugestimmt.

### LSVD+– Verband Queere Vielfalt (LSVD+) – seit März 2024

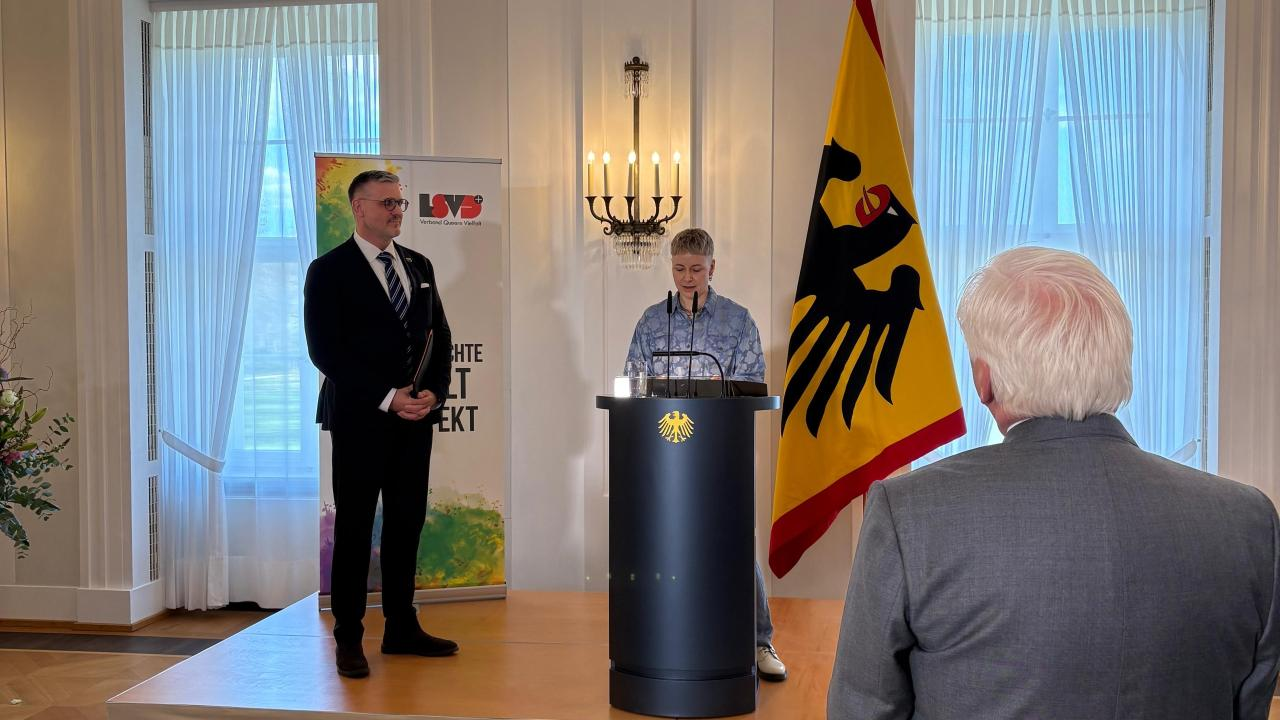
Bundespräsident Frank-Walter Steinmeier sowie Alva Träbert und Alexander Vogt für den Bundesvorstand (2025)

Im März 2024 beschloss der 36. Bundesverbandstag unter dem Motto „Wir für Alle“ die Umbenennung des Verbandes in „LSVD+ – Verband Queere Vielfalt“, kurz LSVD+, um ein Zeichen für mehr Inklusivität und gegen gesellschaftliche Spaltung zu setzen.
Am 12. April 2024 wurde das unter anderem vom LSVD+ jahrelang geforderte Gesetz über die Selbstbestimmung in Bezug auf den Geschlechtseintrag vom Deutschen Bundestag beschlossen, wobei der Verband Teile des Gesetzes kritisierte. Es passierte am 17. Mai den Bundesrat.
Der LSVD+ begrüßte die am 15. April 2024 vorgestellten Ergebnisse der von der Bundesregierung eingesetzten Fachkommission zur Prüfung einer möglichen Legalisierung von Eizellabgaben und Leihmutterschaft, wonach eine Legalisierung von Eizellspenden grundsätzlich möglich sei. Der Verband erneuerte dabei auch seine Forderung, dass unter klar geregelten Rahmenbedingungen auch Leihmutterschaften in Deutschland ermöglicht werden sollten.
Am 6. Juni 2024 beschloss der Deutsche Bundestag ein Gesetz zur Fortentwicklung des Völkerstrafgesetzbuchs, in dem nunmehr „auch die sexuelle Orientierung als unzulässiger Grund für die Verfolgung einer identifizierbaren Gruppe oder Gemeinschaft durch Entziehung oder wesentliche Einschränkung grundlegender Menschenrechte“ anerkannt wird. Somit wurde klargestellt, dass auch an queeren Menschen im Ausland verübte Völkerstraftaten in Deutschland strafrechtlich verfolgt werden können. Auch wird in der Begründung des Gesetzes ausgeführt, dass unter geschlechtsbasierten Verbrechen auch solche fallen, die gegen die geschlechtliche Identität gerichtet sind, also etwa die systematische Verfolgung transgeschlechtlicher und nichtbinärer Personen. Diese Inklusion queerfeindlicher Verfolgung in die Gesetzgebung erfolgte auf Initiative des LSVD+ und anderer zivilgesellschaftlicher Akteure.
Am 4. April 2025 empfing Bundespräsident Frank-Walter Steinmeier den LSVD+ in Schloss Bellevue, gratulierte dem Verband zu seinem 35-jährigen Bestehen und dankte für seinen Einsatz für die „Rechte der queeren Community und für ein selbstbestimmtes Leben in Freiheit und Würde“. Für den Bundesvorstand des Verbandes sprachen Alexander Vogt und Alva Träbert.

## Mitgliedschaften
Der LSVD+ ist Mitgliedsorganisation der 1979 gegründeten International Lesbian, Gay, Bisexual, Trans and Intersex Association (ILGA World). Weitere Mitgliedschaften bestehen bei der Allianz Rechtssicherheit, dem Berliner CSD e. V., der Bundesinteressenvertretung schwuler Senioren e. V., der Bundesarbeitsgemeinschaft Schwuler und Lesbischer Paare SLP, dem Bundesverband Beratung für NS-Verfolgte, dem Bundesverband Trans* BVT*, dem Bundesforum Familie, dem Bundesforum Männer, dem Centrum Schwule Geschichte, dem Deutschen Paritätischen Wohlfahrtsverband, dem Deutschen Institut für Menschenrechte, dem Forum Menschenrechte, NELFA Network of European LGBTIQ* Families Associations, dem Schwulen Museum Berlin, dem Queeren Netzwerk NRW, dem Jugendnetzwerk Lambda und dem VENRO Bundesverband entwicklungspolitischer und humanitärer Nichtregierungsorganisationen. Er ist im Kuratorium der Bundesstiftung Magnus Hirschfeld und des Deutschen Institut für Menschenrechte vertreten.
Mit der Berufung von Vertretern des LSVD+ wurden beim ZDF, beim Saarländischen Rundfunk, bei Radio-Bremen und zuletzt auch im Hörfunkrat vom Deutschlandradio erstmals auch queere Menschen die Teilhabe in den Aufsichtsgremien eröffnet. Darüber hinaus hat der LSVD+ auch einen Sitz in den Landesmedienanstalten von Niedersachsen und dem Saarland.

## Prominente Mitglieder
Mit Manfred Bruns, Volker Beck, Eduard Stapel, Günter Dworek und Halina Bendkowski gehörten dem Vorstand prominente Bürgerrechtler an. Eine Reihe prominenter Künstler wie der Comic-Zeichner Ralf König, die Schauspielerin Hella von Sinnen, der Filmemacher Rosa von Praunheim oder Hans-Peter Hoogen unterstützen den LSVD+ mit ihrer Mitgliedschaft. Sven Lehmann, der erste Queer-Beauftragte der Bundesregierung, und Helmut Metzner, geschäftsführender Vorstand der Bundesstiftung Magnus Hirschfeld, sind ebenfalls Mitglied des LSVD+. Auch der 2012 verstorbene Komiker Dirk Bach war Mitglied des LSVD+.

## Bundesvorstand

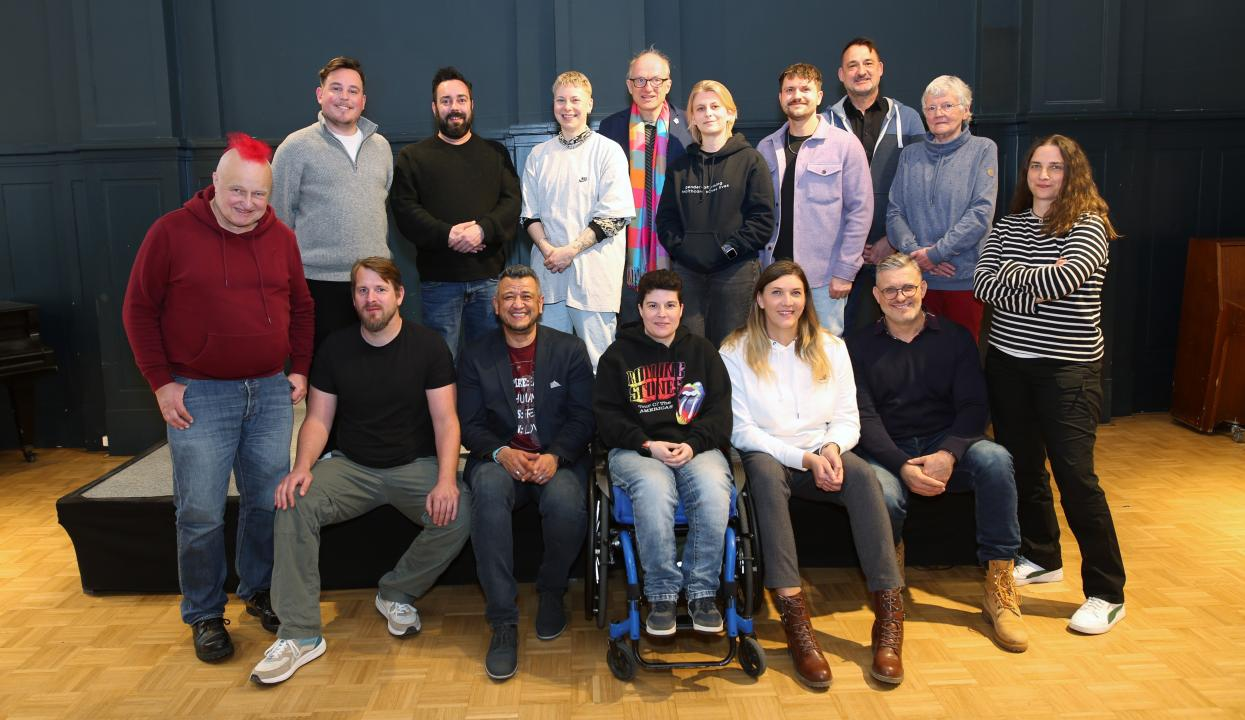
LSVD^{+}-Bundesvorstand am 6. April 2025

Dem Bundesvorstand gehören an: Philipp Braun, Leon Dietrich, Patrick Dörr, Henny Engels, Christian Gladel, Angela Hermann, Jörg Hutter, Erik Jödicke, Christina Klitzsch-Eulenburg, Michelle Kortz, Andre Lehmann, Julia Monro, Tim Stefaniak, Alva Träbert, und Alexander Vogt.
Geschäftsführer des LSVD+ ist Klaus Jetz.

## Hirschfeld-Eddy-Stiftung
In Berlin wurde im Juni 2007 die Hirschfeld-Eddy-Stiftung, Stiftung für die Menschenrechte von lesbischen, schwulen, bisexuellen, trans- und intergeschlechtlichen sowie weiteren queeren Menschen (LSBTIQ), kurz HES, als Menschenrechtsstiftung des LSVD+ gegründet. Ihr Ziel ist, die Achtung der Menschenrechte von LSBTIQ voranzubringen, international Menschenrechtsarbeit zu unterstützen, Menschenrechtsverteidigern zu helfen sowie Aufklärung und den Abbau von Vorurteilen zu fördern.

## Mission Aufklärung
Mit der Mission: Aufklärung informiert der LSVD+ im Rahmen eines Netzwerkes gegen religiös begründete Diskriminierung über Gefahren und Hintergründe der Homo-Heilungs- bzw. Umpolungsangebote.